# Luiza Trajano

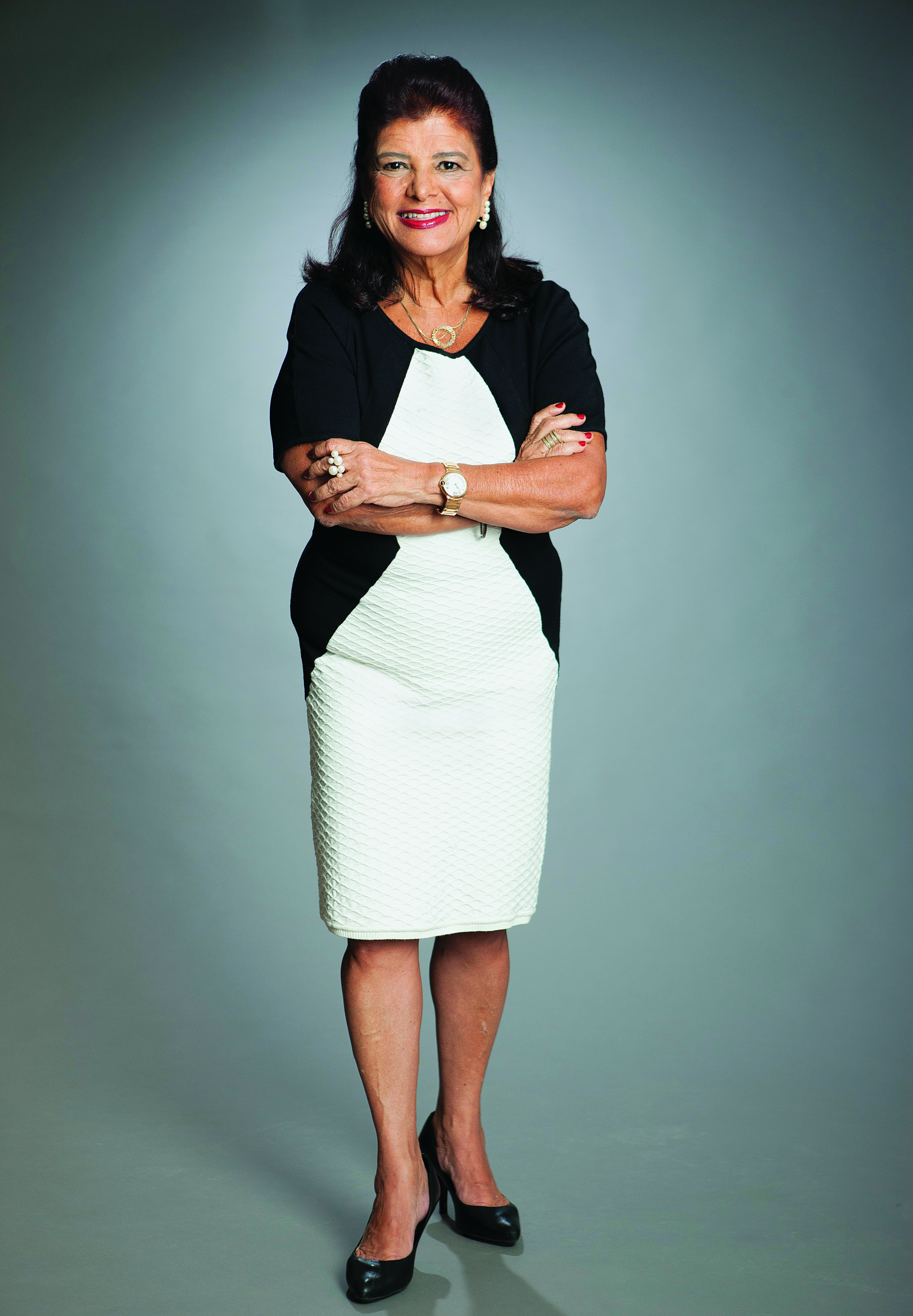
Luiza Helena Trajano, 2015

Luiza Helena Trajano Inacio Rodrigues (* 9. Oktober 1951 in Franca, São Paulo, Brasilien) ist eine brasilianische Unternehmerin und reichste Frau Brasiliens. 2021 wählte die Zeitschrift Time sie als erste Brasilianerin in die Liste der 100 einflussreichsten Persönlichkeiten des Jahres.

## Beruflicher Werdegang
Bereits mit 12 Jahren verkaufte Trajano in den Sommerferien im Laden ihres Onkels Waschmaschinen. Dieses Geschäft war der Anfang von Magazine Luiza.
Im Alter von 18 Jahren trat Trajano als Auszubildende in die Firma ein. Nach dem erfolgreichen Abschluss des Jurastudiums an der Faculdade de Direito in Franca 1972 übernahm sie das Geschäft.
Luiza Trajano war auf verschiedenen Positionen im Unternehmen tätig, bis sie 1991 Geschäftsführerin wurde. 2015 übernahm ihr Sohn Frederico Trajano von seiner Mutter die Position des leitenden Geschäftsführers. Luiza Trajano wurde Vorstandsvorsitzende von Magazine Luiza.
Sie besitzt etwas mehr als 17 Prozent des Unternehmens (Stand 2021). Laut der Zeitschrift Forbes ist Trajano die reichste Frau Brasiliens. Ihr Vermögen habe im März 2019 1,6 Milliarden US-Dollar betragen, so Forbes. Die FAZ sprach im November 2021 von einem geschätzten Vermögen von 2,4 Milliarden Dollar.

## Erfolgsfaktoren
Unter der Führung der Unternehmerin entwickelte die Firma sich sehr erfolgreich: Nach einer Analyse der Boston Consulting Group (BCG) von 60 000 Aktien weltweit haben diejenigen von Magazine Luiza von Dezember 2015 bis Juli 2019 fast 20 000 % an Wert gewonnen. 2021 war das Magazin Luiza (Magalu) eine Einzelhandelskette mit über 1.000 Filialen in 18 brasilianischen Provinzen mit über 18 Millionen Kunden und über 27.000 Mitarbeitern sowie ein börsennotiertes Unternehmen.
Gründe für den Erfolg werden in mehreren Bereichen gesehen:
Ihrem Personal gegenüber setzt Luiza Trajano trotz der Größe des Unternehmens auf den persönlichen Kontakt, das Gemeinschaftserlebnis und Rituale. So wird beim wöchentlichen virtuellen Treffen am Montag Morgen die Hymne Brasiliens und die der Firma gesungen, neue Mitglieder der Belegschaft stellen sich vor und werden willkommen geheißen. Wer Geburtstag hat, bekommt ein Geschenk und wird mit einem Geburtstagslied bedacht. Doch auch die neuesten Umsatzzahlen werden präsentiert, Sonderaktionen für die Woche bekanntgegeben und Beschwerden als Lernbeispiele für alle präsentiert. Seit 20 Jahren steht das Unternehmen ganz oben auf der Liste der beliebtesten Arbeitgeber.
Trajano steuert gezielt den Kundenkreis am unteren Ende der Mittelschicht an. So begann sie schon 1999 an den wirtschaftlich schlecht gestellten Randvierteln der Städte mit der Gründung von digitalen Geschäften, in denen Kunden auf Computerbildschirmen die Produkte auswählen konnten. So vermied Trajano zum einen die Gefahr, die die Lagerung von Elektroartikeln in diesen Gegenden mit sich gebracht hätte, und baute andererseits ihre Geschäfte als eine Art Bürgerzentren auf, die Bildungsangebote machten und gleichzeitig für Kundenbindung sorgten.
Ein weiterer Erfolgsfaktor ist die Expansion im Online-Bereich. Diese geht wesentlich auf Luiza Trajano zurück, da sie sich der Innovation verschrieben hat.

## Engagement
Als engagierte Feministin initiierte sie 2013 die Gründung der Nichtregierungsorganisation Mulheres do Brasil (Brasiliens Frauen) und gewann 40 weitere Unternehmerinnen für diese Bewegung zur Förderung von Gleichberechtigung, Arbeit, Sicherheit, Gesundheit und Bildung für alle. Deren Forderung, dass die Hälfte aller öffentlichen Ämter mit Frauen besetzt sein sollten, steht im Kontrast zur  machistisch geprägten Kultur Brasiliens.
Während der COVID-19-Pandemie bewies Luiza Trajano Weitblick und Engagement. So trat sie zu einem Zeitpunkt für das Impfen ein, als die brasilianische Regierung das Virus noch herunterspielte. Außerdem unterstützte sie kleine Unternehmen, indem sie eine Internetplattform ins Leben rief, über die die Firmen ihre Waren vertreiben konnten.
Ende 2020 startete sie bei Magazine Luiza ein Trainee-Programm für Afrobrasilianer.

## Ämter und Mitgliedschaften (Auswahl)
- Mitglied des Beirats von UNICEF Brasilien und UNFPA Brasilien[3]
- Seit 2013: Vorsitzende der Nichtregierungsorganisation Grupo Mulheres do Brasil, gegründet 2013 von 40 brasilianischen Unternehmerinnen zur Förderung von Gleichberechtigung, Arbeit, Sicherheit, Gesundheit und Bildung für alle

## Auszeichnungen
- 2002: Ernst & Young: Unternehmerin des Jahres in der Kategorie Handel[2]
- 2014: Zeitschrift Magazine É Magazine: Unternehmerin des Jahres[2]
- 2017: Ernst & Young: Auszeichnung des Unternehmens als Weltfamilienunternehmen[1]
- 2020: Brasilianisch-amerikanische Handelskammer: Person des Jahres 2020[3]
- 2021: Time Magazine: Aufnahme in die Liste Time 100 der einflussreichsten Persönlichkeiten des Jahres[6]

## Privatleben
Luiza Trajano ist verwitwet. Sie hat drei Kinder.